# Ada Palmer

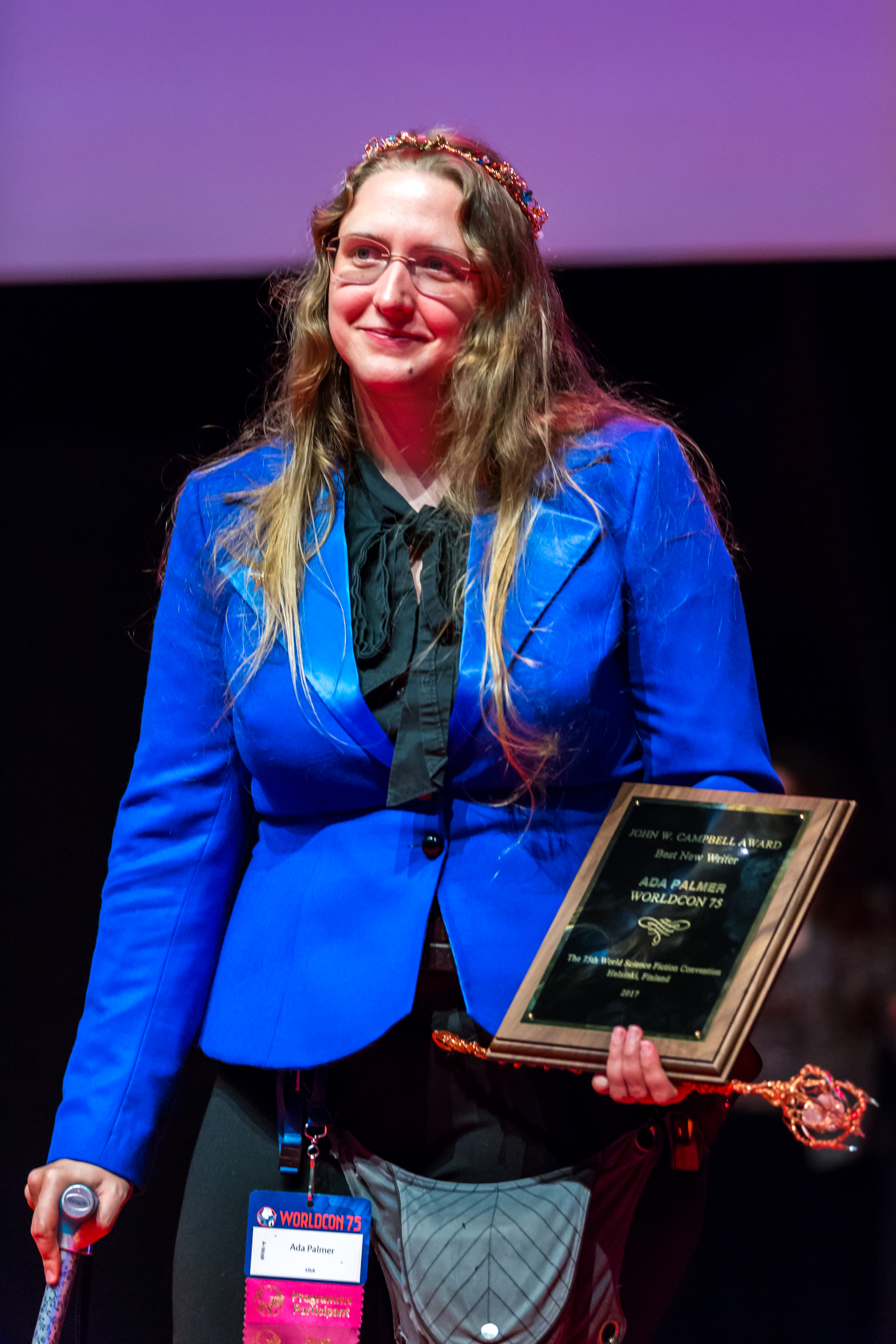
Ada Palmer (2017)

Ada Palmer (geboren 1981) ist eine amerikanische Historikerin, Fantasyautorin und Komponistin. Mit ihrem Debütroman Too Like The Lightning gewann sie den Compton Crook Award 2017. Sie ist Preisträgerin des John W. Campbell Award for Best New Writer in Science Fiction. Ada Palmer errang 2009 einen Ph.D. an der Harvard University. Seit 2018 lehrt sie früh-moderne europäische Geschichte mit dem Schwerpunkt auf der italienischen Renaissance als Associate Professor an der Universität von Chicago.

## Werke

### Terra Ignota
Palmers Science-Fiction-/Fantasy-Serie heißt Terra Ignota und besteht aus den folgenden Bänden:
- Too Like the Lightning (2016) ISBN 978-0-7653-7800-2
  - Dem Blitz zu nah. Eine Erzählung der Ereignisse aus dem Jahr 2454. Übersetzung Claudia Kern. Panini, 2022
- Seven Surrenders (2017) ISBN 978-0-7653-7802-6
- The Will to Battle (2017) ISBN 978-1-78669-956-5
- Perhaps the Stars (2021) ISBN 978-1-78669-960-2

### Sachbücher & Aufsätze (Auswahl)
- The Recovery of Classical Philosophy in the Renaissance, a Brief Guide (2008), zusammen mit James Hankins
- Reading Lucretius in the Renaissance (2014) ISBN 978-0-674-72557-7
- All Life is Genocide: the Philosophical Pessimism of Osamu Tezuka, in Mangatopia: Essays on Manga and Anime in the Modern World, Hrsg. Timothy Perper and Martha Cornog. ISBN 978-1-59158-908-2

### Musik
Ada Palmer hat, teils solo, teils in Zusammenarbeit, Musik aufgenommen. Ihr Album/Theaterstück Sundown: Whispers of Ragnarok über Snorri Sturluson wurde auf der Balticon 2013 uraufgeführt.